# Laposdűlő
Laposdűlő Budapest egyik városrésze a X. kerületben. Több nemzetvédelmi és rendészeti intézmény mellett változatos állagú lakótelepek találhatók a vasútvonalak által határolt illetve átszelt területen.

## Fekvése
Kerepesdűlőtől (VIII. kerület) keletre, Törökőrtől (XIV. kerület) délre, míg Ligettelektől nyugatra található. Határai: Kerepesi út – a MÁV 100a (Bp.-Cegléd-Szolnok) és 142-es (Bp.-Lajosmizse-Kecskemét) közös vonala  – Kőbányai út a Hungária körútig – Hungária körút a Kerepesi útig

## Részei
Laposdűlő markánsan elkülönülő részekből áll.
A Kerepesi út – Pongrác út – Hős utca – Hungária körút tömbtelket a Készenléti Rendőrség laktanyája foglalja el.
A Hős utca – Zách utca – Salgótarjáni utca – Hungária körút tömbtelek nagy részén a Zrínyi Miklós Nemzetvédelmi Egyetem található, a Hungária körút mellett volt tiszti lakótelep és a Bem József Általános Iskola, a Salgótarjáni utcában honvédségi háttérintézmények.
A Hős utca – Pongrác út – Salgótarjáni utca – Zách utca tömbtelken a Hős utcában egy rossz hírű, leromlott állagú, három házból álló kis lakóövezet van, de a telek nagy részét a Terrorelhárítási Központ (TEK) laktanyája és a BKV Kőbányai Garázs foglalja el.
A Salgótarjáni utca (37-es villamos töltése) és a Józsefvárosi, valamint Keleti-pályaudvar felől kiinduló vasútvonalak között a Hungária körúttól a Pongrác út felé haladva a leromlott állapotú, rendezetlen státusú MÁV-telep, a Fővárosi Gázművek telephelye és a részleges felújítás alatt lévő Pongráctelep (Pongrác úti lakótelep) helyezkedik el.
A Józsefvárosi, valamint Keleti-pályaudvar felől kiinduló vasútvonalaktól délre a Kőbányai útig és a vasúti deltáig a MÁV Északi Járműjavító (megszűnt) telephelye található, míg a Horog utca – Pongrác út – Kőbányai út határolta területen vegyes beépítésű ipari és lakóövezetek vannak.

## Tömegközlekedése
Noha a kerületrészen számos vasútvonal és kis szakaszon az M2-es metró is áthalad, ezek egyikének sincs itt megállója, mivel a Puskás Ferenc Stadion metróállomás Laposdűlő északnyugati, míg Kőbánya alsó vasúti megállóhely a délkeleti csücskében található.
Laposdűlő nyugati szélén a Hungária körúton nappal az 1-es és 1A villamos, éjszaka pedig a 901-es és a 918-as buszjárat közlekedik. Laposdűlő északi és keleti szélén a Kerepesi és Pongrác úton a 95-ös és 195-ös busz, déli szélén a Kőbányai úton a 28-as, 28A, 62-es villamos és a 9-es busz, végül kelet-nyugati irányban keresztül a 37-es és 37A villamos, illetve a 909-es éjszakai buszjárat közlekedik.

## Története
Kőbánya része, amelyet természeti adottságai miatt a 19. században egyszerűen „Laposnak” neveztek.
Területén található a Pongrác úti lakótelep, a MÁV Gépgyár munkáslakótelepe, valamint a Hős utca nagyobb része, melyek mindegyike erősen leromlott állagú, a közbiztonság pedig rossz. A telep lebontását 2021-re tervezik. A MÁV telep és a Hős utca között, a Hungária körúton található a Zrínyi Miklós Nemzetvédelmi Egyetem.